# Abazyni

Abazyńska flaga

Abazyni, Abazowie, Abazyjczycy, Abazyńczycy (abaz. абаза, abaza; ros. абазины, abaziny) – rdzenna ludność (grupa etniczna) północnego Kaukazu, blisko spokrewniona z Czerkiesami. Zamieszkują północne stoki Kaukazu, głównie w Karaczajo-Czerkiesji (ok. 27,5 tys. osób), a także w niewielkich grupach w Adygei w okolicach Kisłowodzka. Około 60% to ludność wiejska.
Ogólną liczbę Abazynów zamieszkujących Federację Rosyjską ocenia się na ok. 33 tys. osób (dane ze spisu w 1989). Niewielkie grupy zamieszkują także Turcję, Syrię, Jordanię i Liban (w sumie około 11 tysięcy osób), dokąd wyemigrowali w połowie XIX wieku, w okresie wojen kaukaskich (1817–1864).
Abazyni posługują się językiem abazyńskim, należącym do grupy abchasko-adygejskiej języków kaukaskich.
Pod względem etnograficznym Abazyni dzielą się na dwie grupy: Tapanta i Szkaraua. Wyznają przede wszystkim islam sunnicki.